# Arnaldo Daraya Contier
Arnaldo Daraya Contier (São Paulo, 1941 — São Paulo, 23 de novembro de 2019) foi um músico, historiador, pesquisador e professor universitário brasileiro.
Professor titular da Faculdade de História da Universidade de São Paulo e da Universidade Presbiteriana Mackenzie possui trabalhos relevantes nas áreas  história política, imprensa e linguística como também na análise política da música brasileira. Foi um dos pioneiros no campo historiográfico brasileiro na análise de obras de arte como documentos históricos.

## Biografia
Arnaldo nasceu na cidade de São Paulo, em 1941. Descendente de uma família judaica de origem francesa que sempre deu importância à formação cultural, Arnaldo estudou a vida inteira em escolas públicas. Iniciou seus estudos de música aos 9 anos de idade tocando acordeom. Como não havia conservatórios mantidos pelo estado, a formação musical foi toda ela em um conservatório particular, o Conservatório Musical Ibirapuera. Após a conclusão do curso, tornou-se professor de música da mesma instituição, enfatizando matérias teóricas como História da Música, Teoria Musical, Harmonia e Análise Musical.
Em seguida, Arnaldo estudou Folclore, obtendo um diploma na disciplina pelo Instituto Histórico e Geográfico de São Paulo, tendo sido aluno de Câmara Cascudo, Rossini Tavares de Lima, Alceu Maynard Araújo, entre outros. Arnaldo ingressou na Universidade de São Paulo em 1963, sendo eleito secretário do grêmio da Faculdade de Filosofia Ciências e Letras em 1964. Sua simpatia pelo Partido Comunista Brasileiro lhe trouxe problemas na instituição conservadora.
Ainda era estudante de história quando foi convidado por um professor a lecionar na atual Universidade Estadual Paulista, onde permaneceu de 1967 a 1976. Por volta dessa época começou seu mestrado em história, na área Moderna e Contemporânea (1967-69), com o professor Eduardo d’Oliveira França. Com o auxílio de uma bolsa de estudos, ele foi para Toulouse desenvolver o tema da pesquisa com o professor Jacques Godechot. Ao voltar, foi qualificado para um doutorado direto, onde defendeu a tese Ideologia dominante em São Paulo através dos periódicos (1827-1835), em 1973. Entre 1984 e 1985, realizou estágio de pós-doutorado na França.
Arnaldo era conhecido por usar sua intensa bagagem erudita e cultural em suas aulas de história, mostrando as conexões políticas na arte em geral. Música, literatura, cinema, todas possuíam um conteúdo político que poderia ser usado em sala de aula. Em sua tese de livre-docência, Arnaldo começou a desenvolver a crítica ao nacionalismo modernista e as relações entre música e política que redundam em sua tese, que acabou se tornando uma referência na historiografia da música.
Arnaldo também lecionou na Universidade de Campinas e na Universidade Presbiteriana Mackenzie, além de ser titular da Universidade de São Paulo. Possuía vasta experiência na área de História Cultural, com ênfase em Música, atuando principalmente nos seguintes temas: música erudita, modernismo, nacionalismo, modernidade.

## Morte
Arnaldo morreu em 23 de novembro de 2019, na cidade de São Paulo, aos 78 anos, devido a um câncer. Ele deixou esposa e uma filha, a neurocientista Ana Teresa Contier.

## Publicações
- Brasil Novo - Música, Nação e Modernidade; Os anos 20 e 30, São Paulo: Edições Verona. 2021 [Edição disponível apenas na versão Eletrônica]
- Passarinhada do Brasil: Canto Orfeônico, Educação e Getulismo. 1. ed. Bauru: EDUSC, 1998. v. 1. 72p.
- Melodia e Sintonia em Lupicínio Rodrigues. 1. ed. Rio de Janeiro: Bertrand Brasil, 1997. 110p.
- Samba na Cidade de São Paulo. Um exercício de resistência cultural. 1. ed. São Paulo: FFLCH- USP, 1986. 120p.
- Imprensa e Ideologia em São Paulo (1822-1842). Matizes do Vocabulário Político e Social. 1. ed. Campinas: Vozes - UNICAMP, 1979. v. 1. 314p.
- Música e Ideologia no Brasil. 2. ed. São Paulo: Novas Metas, 1978. v. 1. 123p.